# 主教座堂广场 (卡塔尼亚)
37°30′09″N 15°05′14″E / 37.502581°N 15.087182°E
主教座堂广场（Piazza del Duomo）是意大利西西里卡塔尼亚的主要广场，三条街道汇聚于此：该市历史轴线埃特纳街（via Etnea），加里波第街（via Giuseppe Garibaldi）以及埃马努埃莱二世街（via Vittorio Emanuele II）。在广场的东侧矗立着圣亚加大主教座堂, 

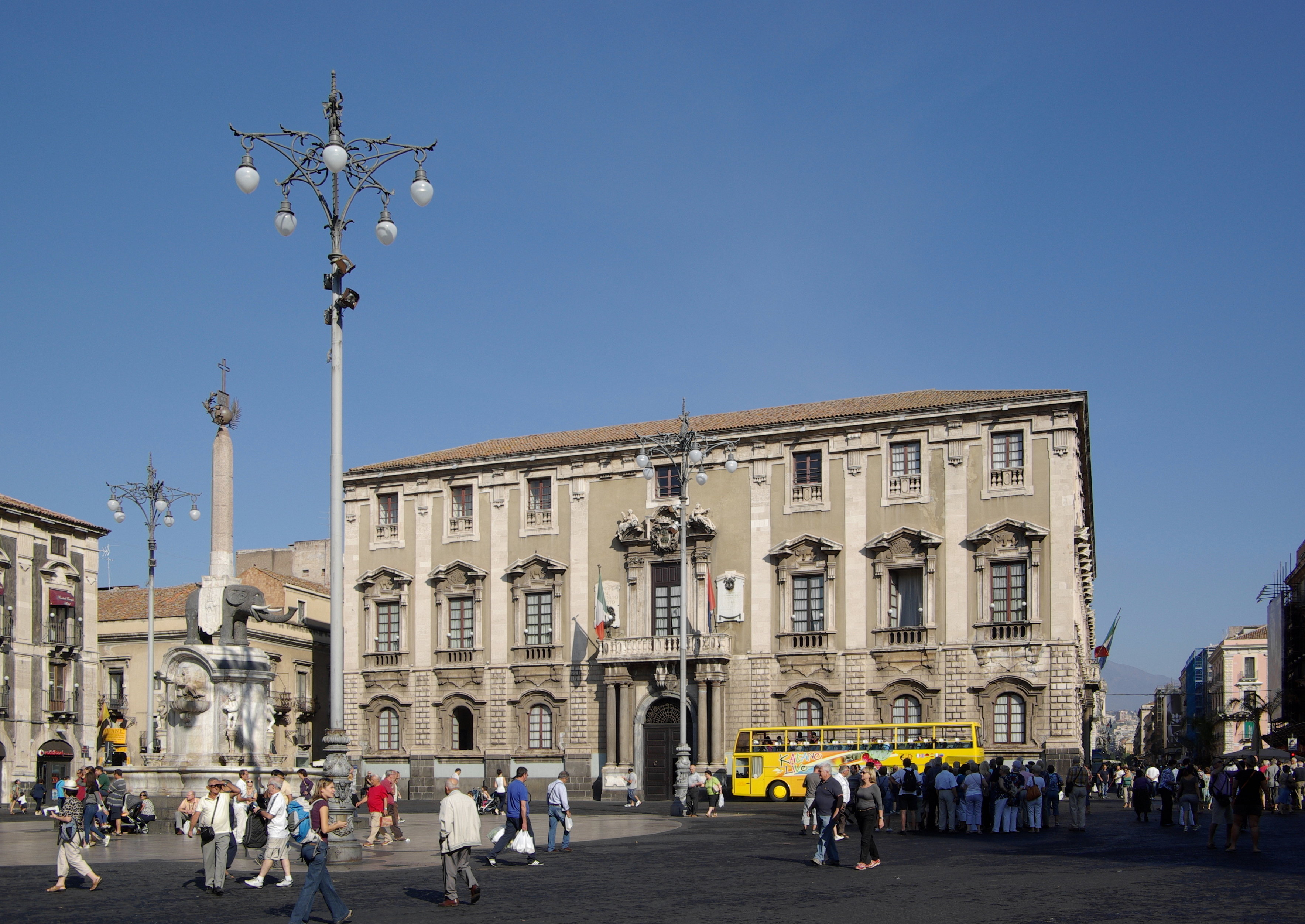
Vista della piazza

在广场的北侧是大象宫（Palazzo degli Elefanti），即市政厅。在广场的另一侧是著名的喷泉fontana dell'Amenano，人们向它投硬币许愿（如罗马特莱维喷泉）。
在广场的中心是该市的标志大象喷泉（Fontana dell'Elefante），在大理石喷泉的中心，是熔岩石雕塑背负方尖碑的大象。